# Pasquale Anfossi
Bonifacio Domenico Pasquale Anfossi (n. 5 aprilie 1727, Taggia - d. februarie 1797, Roma) a fost un compozitor italian.

## Viața
Anfossi a practicat muzica de la vârsta de 11 ani.

## Lucrări

### Selecție de opere
- La serva spiritosa - Roma, Teatro Capranica (1763)
- Lo sposo di tre e marito di nessuna, împreună cu Pietro Guglielmi - Napoli, Teatro Nuovo sopra Toledo (1763)
- Il finto medico - Napoli, Teatro Nuovo sopra Toledo (1764)
- Fiammetta generosa împreună cu Niccolò Piccinni - Napoli, Teatro dei Fiorentini (1766)
- I matrimoni per dispetto - Napoli, Teatro Nuovo sopra Toledo (1767)
- La clemenza di Tito - Roma, Teatro Della Torre Argentina (1769)
- Cajo Mario - Veneția, Teatro S. Benedetto (1770)
- Armida - Turin, Teatro Regio (1770)
- Quinto Fabio - Roma, Teatro delle Dame (1771)
- Lucio Papirio - Roma, Teatro delle Dame (1771)
- I visionari - Roma, Teatro delle Dame (1771)
- Il barone di Rocca Antica împreună cu Carlo Franchi - Roma, Teatro delle Dame (1771)
- Nitteti - Napoli, (1771), dramma per musica, libretul de Pietro Metastasio
- La finta gardiniera - Roma, (1774), dramma giocoso
- Il geloso in cimento- Viena, (1774), dramma giocoso, libretul de Giovanni Bertati, după Carlo Goldoni
- L'Avaro- Veneția, 1775, dramma giocoso, Giovanni Bertati
- La vera costanza, Roma, 1776, dramma giocoso, libret de F. Puttini
- Adriano in Siria, Padova, 1777, dramma per musica, libretul de Pietro Metastasio
- Il curioso indiscreto, Roma, 1777, dramma giocoso, libretul de Giovanni Bertati sau G. Petrosellini după Don Quijote de Miguel de Cervantes
- Cleopatra, Milano, 1779, dramma serio, libretul de M. Verazi
- I viaggatori felici, Veneția, 1780, dramma giocoso, libretul de F. Livigni
- Zenobia di Palmira, Veneția, 1789, dramma per musica , libretul de Gaetano Sertor